# Fußball-Europameisterschaft der Frauen 2017/Finalrunde
Dieser Artikel umfasst die Spiele der Finalrunde der Fußball-Europameisterschaft der Frauen 2017 mit allen statistischen Details.

## Turnierplan
|  | Viertelfinale | Viertelfinale |             |         | Halbfinale | Halbfinale |  |  | Finale | Finale |
|  |               |               |             |         |            |            |  |  |        |        |
|  | Niederlande   | 2             |             |         |            |            |  |  |        |        |
|  | Schweden      | 0             |             |         |            |            |  |  |        |        |
|  | Schweden      | 0             | Niederlande | 3       |            |            |  |  |        |        |
|  |               |               | Niederlande | 3       |            |            |  |  |        |        |
|  |               | England       | 0           |         |            |            |  |  |        |        |
|  | England       | England       | 0           | 1       |            |            |  |  |        |        |
|  | England       |               |             | 1       |            |            |  |  |        |        |
|  | Frankreich    | 0             |             |         |            |            |  |  |        |        |
|  |               |               | Niederlande | 4       |            |            |  |  |        |        |
|  |               | Dänemark      | 2           |         |            |            |  |  |        |        |
|  | Deutschland   | 1             |             |         |            |            |  |  |        |        |
|  | Dänemark      | 2             |             |         |            |            |  |  |        |        |
|  | Dänemark      | 2             | Dänemark    | 10 (3)E |            |            |  |  |        |        |
|  |               |               | Dänemark    | 10 (3)E |            |            |  |  |        |        |
|  |               | Österreich    | 0 (0)       |         |            |            |  |  |        |        |
|  | Österreich    | Österreich    | 0 (0)       | 10 (5)E |            |            |  |  |        |        |
|  | Österreich    |               |             | 10 (5)E |            |            |  |  |        |        |
|  | Spanien       | 0 (3)         |             |         |            |            |  |  |        |        |

E Sieg im Elfmeterschießen

## Viertelfinale

### Niederlande – Schweden 2:0 (1:0)
| Niederlande                                                    | Niederlande | Schweden | Schweden | Aufstellung                            |
| -------------------------------------------------------------- | --- | --- | -------- | -------------------------------------- |
| Niederlande                                                    | \| 29. Juli 2017, 18:00 Uhr in Doetinchem (Stadion De Vijverberg) \| \| Zuschauer: 11.106 \| \| Schiedsrichterin: Bibiana Steinhaus ( Deutschland) \| \| Spielbericht \| | \| 29. Juli 2017, 18:00 Uhr in Doetinchem (Stadion De Vijverberg) \| \| Zuschauer: 11.106 \| \| Schiedsrichterin: Bibiana Steinhaus ( Deutschland) \| \| Spielbericht \|                                                                                           | Schweden | Aufstellung Niederlande gegen Schweden |
| Niederlande                                                    | Sari van Veenendaal – Desiree van Lunteren, Anouk Dekker, Stefanie van der Gragt (46. Mandy van den Berg), Kika van Es – Jackie Groenen, Daniëlle van de Donk, Sherida Spitse – Shanice van de Sanden (76. Renate Jansen), Vivianne Miedema, Lieke Martens (87. Lineth Beerensteyn) Cheftrainerin: Sarina Wiegman | Hedvig Lindahl – Jessica Samuelsson, Nilla Fischer, Linda Sembrant, Jonna Andersson (81. Mimmi Larsson) – Lotta Schelin , Lisa Dahlkvist, Caroline Seger, Kosovare Asllani – Stina Blackstenius, Fridolina Rolfö (73. Hanna Folkesson) Cheftrainerin: Pia Sundhage | Schweden | Aufstellung Niederlande gegen Schweden |
| Niederlande                                                    | 1:0 Lieke Martens (33.) 2:0 Vivianne Miedema (64.) | | Schweden | Aufstellung Niederlande gegen Schweden |
| Niederlande                                                    | Samuelsson (43.), Asllani (90.+1′) | | Schweden | Aufstellung Niederlande gegen Schweden |
| Niederlande                                                    | Spieler des Spiels: Jackie Groenen (Niederlande) | | Schweden | Aufstellung Niederlande gegen Schweden |
| 29. Juli 2017, 18:00 Uhr in Doetinchem (Stadion De Vijverberg) | | |          |                                        |
| Zuschauer: 11.106                                              | | |          |                                        |
| Schiedsrichterin: Bibiana Steinhaus ( Deutschland)             | | |          |                                        |
| Spielbericht                                                   | | |          |                                        |

### Deutschland – Dänemark 1:2 (1:0)
| Deutschland                                                          | Deutschland | Dänemark | Dänemark | Aufstellung                            |
| -------------------------------------------------------------------- | --- | --- | -------- | -------------------------------------- |
| Deutschland                                                          | \| 30. Juli 2017, 12:00 Uhr 1 in Rotterdam (Sparta Stadion Het Kasteel) \| \| Zuschauer: 5.251 \| \| Schiedsrichterin: Katalin Kulcsár ( Ungarn) \| \| Spielbericht \| | \| 30. Juli 2017, 12:00 Uhr 1 in Rotterdam (Sparta Stadion Het Kasteel) \| \| Zuschauer: 5.251 \| \| Schiedsrichterin: Katalin Kulcsár ( Ungarn) \| \| Spielbericht \| | Dänemark | Aufstellung Deutschland gegen Dänemark |
| Deutschland                                                          | Almuth Schult – Anna Blässe, Lena Goeßling, Babett Peter, Isabel Kerschowski – Sara Doorsoun-Khajeh (46. Lina Magull), Kristin Demann (62. Mandy Islacker), Sara Däbritz – Anja Mittag, Dzsenifer Marozsán , Linda Dallmann (88. Lena Petermann) Cheftrainerin: Steffi Jones | Stina Lykke Petersen – Theresa Nielsen, Simone Boye Sørensen, Stine Larsen, Line Røddik Hansen (69. Cecilie Sandvej) – Sanne Troelsgaard Nielsen, Line Sigvardsen Jensen, Maja Kildemoes (66. Frederikke Thøgersen), Katrine Veje – Nadia Nadim, Pernille Harder Cheftrainer: Nils Nielsen | Dänemark | Aufstellung Deutschland gegen Dänemark |
| Deutschland                                                          | 1:0 Isabel Kerschowski (3.) | 1:1 Nadia Nadim (49.) 1:2 Theresa Nielsen (83.) | Dänemark | Aufstellung Deutschland gegen Dänemark |
| Deutschland                                                          | 100. Länderspiel von Katrine Veje | | Dänemark | Aufstellung Deutschland gegen Dänemark |
| Deutschland                                                          | Spieler des Spiels: Theresa Nielsen (Dänemark) | | Dänemark | Aufstellung Deutschland gegen Dänemark |
| 30. Juli 2017, 12:00 Uhr 1 in Rotterdam (Sparta Stadion Het Kasteel) | | |          |                                        |
| Zuschauer: 5.251                                                     | | |          |                                        |
| Schiedsrichterin: Katalin Kulcsár ( Ungarn)                          | | |          |                                        |
| Spielbericht                                                         | | |          |                                        |

### Österreich – Spanien 0:0 n.V., 5:3 i.E.
| Österreich                                                      | Österreich | Spanien | Spanien | Aufstellung                          |
| --------------------------------------------------------------- | --- | --- | ------- | ------------------------------------ |
| Österreich                                                      | \| 30. Juli 2017, 18:00 Uhr in Tilburg (König-Wilhelm-II.-Stadion) \| \| Zuschauer: 3.488 \| \| Schiedsrichterin: Stéphanie Frappart ( Frankreich) \| \| Spielbericht \| | \| 30. Juli 2017, 18:00 Uhr in Tilburg (König-Wilhelm-II.-Stadion) \| \| Zuschauer: 3.488 \| \| Schiedsrichterin: Stéphanie Frappart ( Frankreich) \| \| Spielbericht \| | Spanien | Aufstellung Österreich gegen Spanien |
| Österreich                                                      | Manuela Zinsberger – Katharina Schiechtl, Carina Wenninger, Viktoria Schnaderbeck , Verena Aschauer – Sarah Zadrazil (110. Viktoria Pinther), Sarah Puntigam, Nicole Billa (81. Virginia Kirchberger) – Laura Feiersinger, Nina Burger, Lisa Makas (42. Nadine Prohaska) Cheftrainer: Dominik Thalhammer | Sandra Paños – Marta Corredera, Marta Torrejón , Irene Paredes, María Pilar León – Vicky Losada (68. Alexia Putellas), Silvia Meseguer, Amanda Sampedro – Bárbara Latorre (76. Jennifer Hermoso), Mari Paz Vilas (112. Virginia Torrecilla), Mariona Caldentey (56. Olga García) Cheftrainer: Jorge Vilda | Spanien | Aufstellung Österreich gegen Spanien |
| Österreich                                                      | Elfmeterschießen | | Spanien | Aufstellung Österreich gegen Spanien |
| Österreich                                                      | 1:0 Laura Feiersinger 2:1 Nina Burger 3:2 Verena Aschauer 4:2 Viktoria Pinther 5:3 Sarah Puntigam | 1:1 Olga García 2:2 Amanda Sampedro Zinsberger hält gegen Silvia Meseguer 4:3 Marta Corredera | Spanien | Aufstellung Österreich gegen Spanien |
| Österreich                                                      | Wenninger (75.), Aschauer (119.) | Pilar León (30.), Torrejón (88.) | Spanien | Aufstellung Österreich gegen Spanien |
| Österreich                                                      | Spieler des Spiels: Laura Feiersinger (Österreich) | | Spanien | Aufstellung Österreich gegen Spanien |
| 30. Juli 2017, 18:00 Uhr in Tilburg (König-Wilhelm-II.-Stadion) | | |         |                                      |
| Zuschauer: 3.488                                                | | |         |                                      |
| Schiedsrichterin: Stéphanie Frappart ( Frankreich)              | | |         |                                      |
| Spielbericht                                                    | | |         |                                      |

### England – Frankreich 1:0 (0:0)
| England                                                         | England | Frankreich | Frankreich | Aufstellung                          |
| --------------------------------------------------------------- | --- | --- | ---------- | ------------------------------------ |
| England                                                         | \| 30. Juli 2017, 20:45 Uhr in Deventer (Stadion De Adelaarshorst) \| \| Zuschauer: 6.283 \| \| Schiedsrichterin: Esther Staubli ( Schweiz) \| \| Spielbericht \|                                                      | \| 30. Juli 2017, 20:45 Uhr in Deventer (Stadion De Adelaarshorst) \| \| Zuschauer: 6.283 \| \| Schiedsrichterin: Esther Staubli ( Schweiz) \| \| Spielbericht \| | Frankreich | Aufstellung England gegen Frankreich |
| England                                                         | Karen Bardsley (75. Siobhan Chamberlain) – Lucy Bronze, Steph Houghton , Millie Bright, Demi Stokes – Jade Moore, Jill Scott – Jordan Nobbs, Fran Kirby, Ellen White – Jodie Taylor Cheftrainer: Mark Sampson ( Wales) | Sarah Bouhaddi – Jessica Houara, Laura Georges, Griedge Mbock Bathy, Sakina Karchaoui – Kadidiatou Diani (65. Élodie Thomis), Onema Grace Geyoro, Amandine Henry , Camille Abily (78. Claire Lavogez) – Marie-Laure Delie (90. Clarisse Le Bihan), Eugénie Le Sommer Cheftrainer: Olivier Echouafni | Frankreich | Aufstellung England gegen Frankreich |
| England                                                         | 1:0 Jodie Taylor (60.) | | Frankreich | Aufstellung England gegen Frankreich |
| England                                                         | Scott (33.), Taylor (62.) | Mbock Bathy (81.) | Frankreich | Aufstellung England gegen Frankreich |
| England                                                         | Spieler des Spiels: Amandine Henry (Frankreich) | | Frankreich | Aufstellung England gegen Frankreich |
| 30. Juli 2017, 20:45 Uhr in Deventer (Stadion De Adelaarshorst) | | |            |                                      |
| Zuschauer: 6.283                                                | | |            |                                      |
| Schiedsrichterin: Esther Staubli ( Schweiz)                     | | |            |                                      |
| Spielbericht                                                    | | |            |                                      |

## Halbfinale

### Dänemark – Österreich 0:0 n.V., 3:0 i.E.
| Dänemark                                                 | Dänemark | Österreich | Österreich | Aufstellung                           |
| -------------------------------------------------------- | --- | --- | ---------- | ------------------------------------- |
| Dänemark                                                 | \| 3. August 2017, 18:00 Uhr in Breda (Rat-Verlegh-Stadion) \| \| Zuschauer: 10.184 \| \| Schiedsrichterin: Kateryna Monsul ( Ukraine) \| \| Spielbericht \| | \| 3. August 2017, 18:00 Uhr in Breda (Rat-Verlegh-Stadion) \| \| Zuschauer: 10.184 \| \| Schiedsrichterin: Kateryna Monsul ( Ukraine) \| \| Spielbericht \| | Österreich | Aufstellung Dänemark gegen Österreich |
| Dänemark                                                 | Stina Lykke Petersen – Theresa Nielsen, Simone Boye Sørensen, Stine Larsen, Line Røddik Hansen (46. Cecilie Sandvej) – Sanne Troelsgaard Nielsen, Maja Kildemoes (52. Frederikke Thøgersen), Line Sigvardsen Jensen (69. Sofie Junge Pedersen), Katrine Veje (120.+1′ Nicoline Sørensen) – Nadia Nadim, Pernille Harder Cheftrainer: Nils Nielsen | Manuela Zinsberger – Katharina Schiechtl, Carina Wenninger, Virginia Kirchberger – Laura Feiersinger, Viktoria Schnaderbeck , Sarah Puntigam (91. Viktoria Pinther), Verena Aschauer – Nina Burger, Sarah Zadrazil, Nicole Billa (39. Nadine Prohaska) Cheftrainer: Dominik Thalhammer | Österreich | Aufstellung Dänemark gegen Österreich |
| Dänemark                                                 | Elfmeterschießen | | Österreich | Aufstellung Dänemark gegen Österreich |
| Dänemark                                                 | 1:0 Nadia Nadim 2:0 Pernille Harder Sofie Junge Pedersen 3:0 Simone Boye Sørensen | Laura Feiersinger Viktoria Pinther Lykke Petersen hält gegen Verena Aschauer | Österreich | Aufstellung Dänemark gegen Österreich |
| Dänemark                                                 | Kildemoes (36.), Harder (80.) | Schiechtl (56.), Zadrazil (97.) | Österreich | Aufstellung Dänemark gegen Österreich |
| Dänemark                                                 | Sarah Puntigam verschießt einen Foulelfmeter (13.) | | Österreich | Aufstellung Dänemark gegen Österreich |
| Dänemark                                                 | Spieler des Spiels: Stina Lykke Petersen (Dänemark) | | Österreich | Aufstellung Dänemark gegen Österreich |
| 3. August 2017, 18:00 Uhr in Breda (Rat-Verlegh-Stadion) | | |            |                                       |
| Zuschauer: 10.184                                        | | |            |                                       |
| Schiedsrichterin: Kateryna Monsul ( Ukraine)             | | |            |                                       |
| Spielbericht                                             | | |            |                                       |

### Niederlande – England 3:0 (1:0)
| Niederlande                                              | Niederlande | England | England | Aufstellung                           |
| -------------------------------------------------------- | --- | --- | ------- | ------------------------------------- |
| Niederlande                                              | \| 3. August 2017, 20:45 Uhr in Enschede (De Grolsch Veste) \| \| Zuschauer: 27.093 \| \| Schiedsrichterin: Stéphanie Frappart ( Frankreich) \| \| Spielbericht \| | \| 3. August 2017, 20:45 Uhr in Enschede (De Grolsch Veste) \| \| Zuschauer: 27.093 \| \| Schiedsrichterin: Stéphanie Frappart ( Frankreich) \| \| Spielbericht \|                                                                        | England | Aufstellung Niederlande gegen England |
| Niederlande                                              | Sari van Veenendaal – Desiree van Lunteren, Anouk Dekker, Stefanie van der Gragt (70. Kelly Zeeman), Kika van Es – Jackie Groenen, Daniëlle van de Donk (90.+1′ Jill Roord), Sherida Spitse – Shanice van de Sanden (89. Renate Jansen), Vivianne Miedema, Lieke Martens Cheftrainerin: Sarina Wiegman | Siobhan Chamberlain – Lucy Bronze, Steph Houghton , Millie Bright, Demi Stokes – Jade Moore (76. Karen Carney), Fara Williams (67. Toni Duggan) – Jordan Nobbs, Fran Kirby, Ellen White – Jodie Taylor Cheftrainer: Mark Sampson ( Wales) | England | Aufstellung Niederlande gegen England |
| Niederlande                                              | 1:0 Vivianne Miedema (22.) 2:0 Daniëlle van de Donk (62.) 3:0 Millie Bright (90.+4′, Eigentor) | | England | Aufstellung Niederlande gegen England |
| Niederlande                                              | van Lunteren (18.), van de Donk (59.) | Bright (15.), Moore (47.) | England | Aufstellung Niederlande gegen England |
| Niederlande                                              | Spieler des Spiels: Daniëlle van de Donk (Niederlande) | | England | Aufstellung Niederlande gegen England |
| 3. August 2017, 20:45 Uhr in Enschede (De Grolsch Veste) | | |         |                                       |
| Zuschauer: 27.093                                        | | |         |                                       |
| Schiedsrichterin: Stéphanie Frappart ( Frankreich)       | | |         |                                       |
| Spielbericht                                             | | |         |                                       |

## Finale

### Niederlande – Dänemark 4:2 (2:2)
| Niederlande                                           | Niederlande | Dänemark | Dänemark | Aufstellung                            |
| ----------------------------------------------------- | --- | --- | -------- | -------------------------------------- |
| Niederlande                                           | \| 6. August 2017, 17 Uhr in Enschede (De Grolsch Veste) \| \| Zuschauer: 28.182 \| \| Schiedsrichterin: Esther Staubli ( Schweiz) \| \| Spielbericht \| | \| 6. August 2017, 17 Uhr in Enschede (De Grolsch Veste) \| \| Zuschauer: 28.182 \| \| Schiedsrichterin: Esther Staubli ( Schweiz) \| \| Spielbericht \| | Dänemark | Aufstellung Niederlande gegen Dänemark |
| Niederlande                                           | Sari van Veenendaal – Desiree van Lunteren (57. Dominique Janssen), Anouk Dekker, Stefanie van der Gragt, Kika van Es (90.+4′ Mandy van den Berg) – Jackie Groenen, Daniëlle van de Donk, Sherida Spitse – Shanice van de Sanden (90. Renate Jansen), Vivianne Miedema, Lieke Martens Cheftrainerin: Sarina Wiegman | Stina Lykke Petersen – Theresa Nielsen, Simone Boye Sørensen (77. Line Røddik Hansen), Stine Larsen, Cecilie Sandvej – Sanne Troelsgaard Nielsen, Maja Kildemoes (61. Frederikke Thøgersen), Sofie Junge Pedersen (82. Nanna Christiansen), Katrine Veje – Pernille Harder , Nadia Nadim Cheftrainer: Nils Nielsen | Dänemark | Aufstellung Niederlande gegen Dänemark |
| Niederlande                                           | 1:1 Vivianne Miedema (10.) 2:1 Lieke Martens (28.) 3:2 Sherida Spitse (51.) 4:2 Vivianne Miedema (89.) | 0:1 Nadia Nadim (6., Foulelfmeter) 2:2 Pernille Harder (33.) | Dänemark | Aufstellung Niederlande gegen Dänemark |
| Niederlande                                           | Groenen (21.), Dekker (43.), van der Gragt (72.) | Nadim (45.) | Dänemark | Aufstellung Niederlande gegen Dänemark |
| Niederlande                                           | Spieler des Spiels: Sherida Spitse (Niederlande) | | Dänemark | Aufstellung Niederlande gegen Dänemark |
| 6. August 2017, 17 Uhr in Enschede (De Grolsch Veste) | | |          |                                        |
| Zuschauer: 28.182                                     | | |          |                                        |
| Schiedsrichterin: Esther Staubli ( Schweiz)           | | |          |                                        |
| Spielbericht                                          | | |          |                                        |

- Schiedsrichtergespann:  Belinda Brem und  Sanja Rođak-Karšić (Schiedsrichterassistentinnen),  Bibiana Steinhaus (Vierte Offizielle),  Katrin Rafalski (Fünfte Offizielle)